# Kepler-1625b i
Kepler-1625b i es un candidato a exoluna, del tamaño de Neptuno orbitando Kepler-1625b, con una separación de alrededor de 20 veces el radio planetario a confirmar con el telescopio espacial Hubble.
En octubre de 2018, los investigadores que utilizaron el Telescopio Espacial Hubble publicaron observaciones del candidato exoluna, lo que sugiere que el planeta huésped es probablemente varias masas de Júpiter, mientras que el exoluna, tiene una masa y radio similar a Neptuno. El estudio concluyó que la hipótesis exoluna,es la explicación más simple y mejor para las observaciones disponibles, aunque advirtió que es difícil asignar una probabilidad precisa a su realidad.

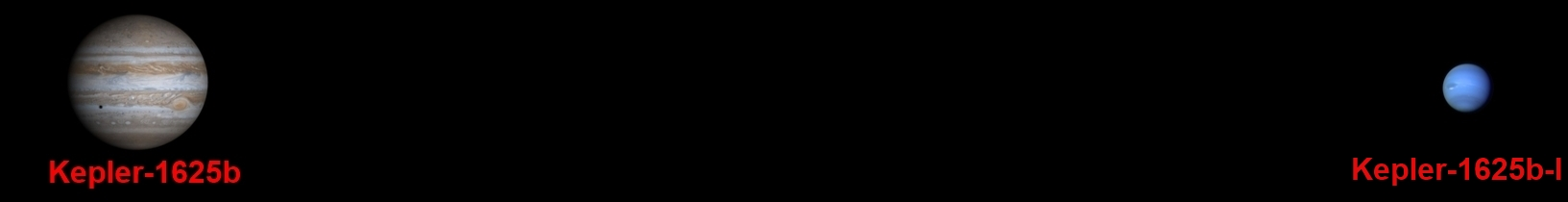
El tamaño relativo y la distancia de Kepler-1625b y su luna Kepler-1625b-I (Los planetas Júpiter y Neptuno se muestran para comparación)